# Henry Compton
Henry Compton (1632 – 7. července 1713, Londýn, Anglie) byl anglický duchovní, spisovatel, překladatel a politik. V letech 1676–1713 byl biskupem v Londýně, původně působil ve službách Stuartovců a byl vychovatelem dcer krále Jakuba II. Později aktivně podpořil slavnou revoluci, což mu zajistilo trvalý vliv nejen v církevních záležitostech, ale také v politice. V roce 1689 korunoval Viléma Oranžského anglickým králem.

## Biskup a politik
Pocházel ze starobylého šlechtického rodu, byl šestým a nejmladším synem 1. hraběte z Northamptonu. Studoval v Oxfordu, studia ale nedokončil a po roce 1654 cestoval po Evropě. Po obnovení monarchie sloužil v armádě pod velením svého staršího bratra Sira Charlese Comptona (1624–1661). Poté absolvoval studium teologie v Cambridge a znovu také v Oxfordu, kde později působil jako duchovní a pedagog. V letech 1674–1676 byl biskupem v Oxfordu, zároveň se stal královským kaplanem a členem Tajné rady, jako biskup byl též členem Sněmovny lordů. V letech 1675–1685 byl členem výboru Tajné rady pro obchod a kolonie, od roku 1676 až do smrti byl biskupem v Londýně. Byl pověřen výchovou princezen Marie a Anny, pro svůj odpor ke katolicismu byl za Jakuba II. zbaven postů.
V závěru své vlády jej Jakub II. povolal znovu do Londýna (1688), Henry Compton se ale stal předním stoupencem Viléma Oranžského, jako jediný představitel církve podepsal dopis sedmi lordů vyzývající Viléma Oranžského k převzetí vlády v Anglii a byl aktivním účastníkem slavné revoluce. V roce 1689 korunoval Viléma III. anglickým králem a patřil k jeho vlivným poradcům. Po nástupu královny Anny byl jmenován velkoalmužníkem království (1702), později byl též členem komise pro sloučení Anglie a Skotska.
Uplatnil se jako spisovatel a překladatel, kromě teologických spisů přeložil do angličtiny některá díla z italštiny, v soukromí se zabýval botanikou.